# Bohušice
Bohušice är en ort i Tjeckien.   Den ligger i regionen Vysočina, i den sydöstra delen av landet, 150 km sydost om huvudstaden Prag. Bohušice ligger 439 meter över havet och antalet invånare är 113.
Terrängen runt Bohušice är platt.Runt Bohušice är det ganska glesbefolkat, med 24 invånare per kvadratkilometer. Närmaste större samhälle är Třebíč, 14,6 km norr om Bohušice. Trakten runt Bohušice består till största delen av jordbruksmark.